# Liste der Lieder von Getter Jaani
Dies ist die Liste der Lieder der estnischen Pop-Sängerin Getter Jaani.
Aufgelistet sind alle Lieder der EP Parim Päev (2010) und des Albums Rockefeller Street (2011). Zudem sind alle Non Album Tracks und Promo-Singles aufgeführt. 
Die Reihenfolge der Titel ist alphabetisch sortiert. Sie gibt Auskunft über die Urheber.

## A
| # | Titel         | Autoren     | Album              | Jahr |
| - | ------------- | ----------- | ------------------ | ---- |
| 1 | Alles Alguses | Sven Lõhmus | Rockefeller Street | 2011 |

## E
| # | Titel      | Autoren     | Album              | Jahr |
| - | ---------- | ----------- | ------------------ | ---- |
| 1 | Ebareaalne | Sven Lõhmus | Rockefeller Street | 2011 |

## G
| # | Titel                               | Autoren     | Album              | Jahr |
| - | ----------------------------------- | ----------- | ------------------ | ---- |
| 1 | Grammofon erschien als Promo-Single | Sven Lõhmus | Rockefeller Street | 2010 |

## M
| # | Titel                                                       | Autoren     | Album              | Jahr |
| - | ----------------------------------------------------------- | ----------- | ------------------ | ---- |
| 1 | Me Kõik Jääme Vanaks feat. Mihkel Raud; erschien als Single | Sven Lõhmus | Rockefeller Street | 2011 |
| 2 | Must Klaver                                                 | Sven Lõhmus | Rockefeller Street | 2011 |

## N
| # | Titel                        | Autoren     | Album | Jahr |
| - | ---------------------------- | ----------- | ----- | ---- |
| 1 | NYC Taxi erschien als Single | Sven Lõhmus | DNA   | 2012 |

## P
| # | Titel                          | Autoren                    | Album              | Jahr |
| - | ------------------------------ | -------------------------- | ------------------ | ---- |
| 1 | Parim Päev erschien als Single | Heini Vaikmaa, Sven Lõhmus | Rockefeller Street | 2010 |

## R
| # | Titel                                                                                       | Autoren     | Album              | Jahr |
| - | ------------------------------------------------------------------------------------------- | ----------- | ------------------ | ---- |
| 1 | Robot                                                                                       | Sven Lõhmus | Rockefeller Street | 2011 |
| 2 | Rockefeller Street erschien als Single; estnischer Beitrag zum Eurovision Song Contest 2011 | Sven Lõhmus | Rockefeller Street | 2011 |

## S
| # | Titel             | Autoren     | Album              | Jahr |
| - | ----------------- | ----------- | ------------------ | ---- |
| 1 | Saladus           | Sven Lõhmus | Rockefeller Street | 2011 |
| 2 | Spin              | Sven Lõhmus | Parim päev         | 2010 |
| 3 | Suveööde Kuumuses | Sven Lõhmus | Parim päev         | 2010 |

## T
| # | Titel                             | Autoren     | Album              | Jahr |
| - | --------------------------------- | ----------- | ------------------ | ---- |
| 1 | Talveöö erschien als Promo-Single | Sven Lõhmus | Non Album Track    | 2011 |
| 2 | Teater                            | Sven Lõhmus | Rockefeller Street | 2011 |

## V
| # | Titel                                                  | Autoren     | Album              | Jahr |
| - | ------------------------------------------------------ | ----------- | ------------------ | ---- |
| 1 | Vaid Suve erschien als Promo-Single, feat. Chapter One | Sven Lõhmus | Non Album Track    | 2010 |
| 2 | Valged Ööd erschien als Single; feat. Koit Toome       | Sven Lõhmus | Rockefeller Street | 2011 |

## W
| # | Titel                 | Autoren        | Album      | Jahr |
| - | --------------------- | -------------- | ---------- | ---- |
| 1 | Walk like an Egyptian | Liam Sternberg | Parim päev | 2010 |